# Лисенко Михайло Григорович
Миха́йло Григо́рович Ли́сенко (12 жовтня 1906, Шпилівка — 8 травня 1972, Київ) — український радянський скульптор і педагог; професор з 1947 року; член Спілки художників України з 1938 року. Член-кореспондент з 1958 року та дійсний член з 1970 року Академії мистецтв СРСР. Батько скульптора Богдана Лисенка, дід мистецтвознавця Людмили Лисенко.

## Біографія
Народився 29 вересня [12 жовтня] 1906 року в селі Шпилівці (нині Сумський район Сумської області, Україна) в бідній багатодітній селянській родині. Інвалід з дитинства — внаслідок туберкульозу кісток мав горб на спині, після перелому ноги кістки зрослися неправильно, нога не згиналася у коліні та була коротша за іншу на 12 сантиметрів. На початку 1920-х років виховувався у дитячому будинку в Сумах, пізніше переведений до дитячого будинку для обдарованих дітей у Харків. У 1926 році вступив до Харківського художнього інституту, який закінчив 1931 року (викладачі Леонора Блох, Іван Севера). Працював у ньому протягом 1938—1941 років.

Могила Михайла Лисенка

З 1944 року викладав на кафедрі скульптури у Київському художньому інституті: впродовж 1946—1960 років — завідувач кафедри, у 1960—1971 роках керівник навчально-творчої майстерні скульптури. Член ВКП(б) з 1948 року. Серед учнів: Семен Андрейченко, Михайло Баланчук, Василь Бородай, Володимир Виноградський, Василь Вінайкін, Олександр Вітрик, Іван Горовий, Віктор Гречаник, Ірина Довженко, Валентин Зноба, Галина Кальченко, Борис Климушко, Марія Константинова, Флоріан Коцюбинський, Микола Красотін, Яків Куленко, Людмила Кулябко-Корецька, Клавдія Лискова, Микола Олексієнко, Василь Полоник, Олександр Скобліков, Юлія Скоблікова, Віктор Сухенко, Микола Суходолов, Віктор Таранченко, Борис Ульянов, Людмила Чаус, Володимир Чепелик, Валерій Швецов, Олександр Шлапак.
Жив у Києві з 1944 по 1959 рік в будинку на вулиці Великій Житомирській № 8/14, потім на Редутному провулку № 6. Помер у Києві 8 травня 1972 року після тяжкої поїздки до Туркменістану. Похований на Байковому кладовищі. Надгробок у 1974 році виконали скульптори Олександр Вітрик та Віктор Сухенко.

## Творчість
Працював у галузі монументальної і станкової скульптури (пам'ятники, скульптурні композиції, портрети). Серед робіт:
- скульптурні композиції «Героїка громадянської війни» і «Героїка соціалістичного будівництва» (для радянського павільйону на Всесвітній виставці у Нью-Йорку, 1939, металізований цемент; у співавторстві з Левом Муравіним);

станкова скульптура
- «Китай борется» (1933);
- горельєф «В катівні фашизму» (1935, гіпс);
- «Генерал Іван Панфілов» (1942, гіпс);
- «Клятва», «Мати-Вітчизна» (1945; меморіальний комплекс «Пагорб Слави» у Львові)[5];
- «Тарас Шевченко» (1945);
- «Тарас Шевченко» (1947, гіпс; Харківський художній музей);
- «Вірність» (1947);
- «Олеко Дундич» (1949, металосплав; Національний художній музей України);
- «Микола Щорс» (1951, мармур уральський; Національний художній музей України)[6];
- «Олександр Пушкін» (1951);
- «Олександр Пушкін і Адам Міцкевич» (1951);
- «Володимир Ленін у кріслі» (1951);
- «Олександр Пушкін і Микола Гоголь» (1952);
- «Олександр Пушкін в Україні» (1956);
- «За робітничу справу» (1957);
- «Василь Касіян» (1958);
- «Материнство» (1959);
- «Дівчина» (1959);
- «Дмитро Гнатюк» (1960);
- «Тарас Шевченко» (1961);
- «Герой Соціалістичної Праці Одарка Пелагеча» (1961, оргскло);
- «Народний артист СРСР Іван Мар'яненко» (1962, пісковик);
- «Ревнощі» (1963);
- «Робітниця І. Мальцева» (1964);
- «Олексій Шовкуненко» (1964);
- «Над Дніпром (Тарас Шевченко)» (1964);
- «Юність» (1965);
- «В ім'я життя» (1965);
- «Думи мої, думи…» (1965);
- «Ланкова К. Баранова» (1966);
- «Володимир Затонський» (1967, гіпс тонований);
- «Генерал Пилип Жмаченко» (1967);
- «Агатангел Кримський» (1969);
- «Двічі Герой Радянського Союзу Олексій Федоров» (1969);
- «Професор Володимир Шевальов» (1971, оргскло);
- «Петро Вершигора» (1971);
- «Абель» (1971);
- «Михайло Стельмах» (1972);
- «Микола Бажан» (1972).

пам'ятники
- 61-му комунарові у Миколаєві (1936, бронза, граніт; у співавторстві з Левом Муравіним);
- Поліні Осипенко у Бердянську (1941);
- «Батьківщина-Мати» на Пагорбі Слави у Львові (1947, у співавторстві);
- Миколі Щорсу у Києві (1949–1954, бронза, граніт; у співавторстві з Василем Бородаєм і Миколою Суходоловим, архітектори Олександр Власов, Олексій Заваров);
- Радянським воїнам, які загинули при визволенні селища Брюховичів у липні 1944 року (1956; вул. Львівська (старий цвинтар), смт Брюховичі, Львівська область);
- «Мати-Вітчизна» (1956; бетон, вул. Львівська, смт Брюховичі, Львівська область). Демонтований та перенесений у 2023 році до меморіального музею тоталітарних режимів «Територія Терору» у Львові[7];
- Івану Франку у Сваляві (1959);
- Миколі Лисенку у Києві (1954–1962);
- Олександру Пушкіну у Києві (1954–1962)[8];
- «Партизанський рейд» у Сумах (1947, установлений у 1960);
- Володимиру Леніну у Запоріжжі (1964, бронза, граніт; разом з Миколою Суходоловим, архітектори Борис Приймак і Вадим Ладний);
- Харитону Фролову у Лебедині (1967);
- Володимиру Затонському у Хмельницькому (1969, граніт; архітектор Анатолій Ігнащенко);
- Сидору Ковпаку у Путивлі (1971, чавун, залізобетон; у співавторстві з Віктором Сухенком, архітектори Семен Тутученко, Анатолій Ігнащенко);
- Тарасові Шевченку в Ашгабаті (1972);
- Загиблим землякам «Лебедина пісня» у Лебедині (1975);
- «Пам'ятник мирним жителям і військовополоненим, розстріляним у Бабиному Яру» у Києві (1976);
- Тарасові Шевченку у Парижі (1978);
- Івану Франку у Вінніпезі (1984);
- Андрію Малишку в Обухові (1984, у співавторстві);
- Івану Франку у Хмельницькому (2007).

|                          |                        |                                    |                          |                                    |
| Пам'ятник Миколі Лисенку | Пам'ятник Миколі Щорсу | Пам'ятник Володимирові Затонському | Пам'ятник Іванові Франку | Пам'ятник Тарасу Шевченку в Парижі |

Брав участь у всеукраїнських мистецьких виставках з 1935 року, всесоюзних з 1946 року, закордонних з 1939 року. Персональні посмертні виставки пройшли у Києві у 1978 та 2006 роках.
Окремі твори зберігаються в Національному художньому музеї України, Національному музеї історії України, Музеї театрального, музичного та кіно-мистецтва України, Національному музеї Тараса Шевченка, Харківському, Одеському, Сумському, Севастопольському художніх музеях, Звенигородському краєзнавчому музеї.

## Відзнаки
Нагороджений орденами Леніна, Трудового Червоного Прапора;
почесні звання СРСР
- Заслужений діяч мистецтв УРСР з 1943 року;
- Народний художник УРСР з 1960 року;
- Народний художник СРСР з 1963 року;

## Вшанування пам'яті
- У 1974 році на кіностудії імені Олександра Довженка було створено документальний фільм «Пам'ять людська» про життєвий та творчий шлях Михайла Лисенка.
- У Шпилівці, за ініціативи краєзнавця Г. Петрова, у 1976—1988 роках та з 2006 проводять Лисенківські свята; у школі, де він навчався у 1976 році відкрито кімнату-музей Михайла Лисенка.
- Ім'ям скульптора був названий теплохід.
- У 1986 році, до 80-ліття з дня народження Михайла Григоровича Лисенка, на будинку, за адресою Велика Житомирська № 8/14, де жив Лисенко, була відкрита меморіальна дошка. Автор — його син Богдан Лисенко[8].
- У 2006 році, до 100-річчя з дня народження митця, була випущена ювілейна монета «Михайло Лисенко» номіналом 2 гривні[9].
- З 2006 року ім'я скульптора носить Сумська дитяча художня школа[10].
- У 2011 році меморіальна таблиця встановлена у Харкові, на будинку на вулиці Культури № 9-А, де була його майстерня у 1936–1941 роках (скульптор Фелікс Бетліємський).
- 2021 року в Сумах пройшов художній пленер і виставка «Стежками Лисенка»[11].